# Koczetnoje
Koczetnoje (ros. Кочетное) – wieś (sieło) w Rosji, w obwodzie saratowskim, w rejonie rowieńskim. W 2010 liczyła 1580 mieszkańców.